# Barionska asimetrija
U fizičkoj kosmologiji, problem barionske asimetrije, takođe poznat kao problem asimetrije materije ili problem asimetrije materija–antimaterija, je uočena neravnoteža u barionskoj materiji (tipu materije koja se doživljava u svakodnevnom životu) i antibarionskoj materiji u vidljivom univerzumu. Ni standardni model fizike čestica, ni teorija opšte relativnosti ne pružaju poznato objašnjenje zašto bi to trebalo da bude tako, a prirodna je pretpostavka da je univerzum neutralan u pogledu svog očuvanog naelektrisanja. Smatra se da je Veliki prasak trebalo da proizvede jednake količine materije i antimaterije. Pošto izgleda da to nije bio slučaj, verovatno su neki fizički zakoni morali delovati drugačije ili nisu postojali za materiju i antimateriju. Postoji nekoliko konkurentskih hipoteza koje objašnjavaju neravnotežu materije i antimaterije koja je rezultirala bariogenezom. Međutim, još uvek ne postoji teorija konsenzusa koja bi objasnila ovaj fenomen, koji je opisan kao „jedna od velikih misterija u fizici“.

## Saharovski uslovi
Godine 1967, Andrej Saharov je predložio set od tri neophodna uslova koje interakcija koja stvara barione mora zadovoljiti za produkciju materije i antimaterije različitim brzinama. Ovi uslovi su inspirisani nedavnim otkrićima kosmičkog pozadinskog zračenja i CP kršenja u sistemu neutralnog kaona. Tri neophodna „saharovska uslova” su:
- Kršenje barionovog broja {\displaystyle B}.
- Kršenje C-simetrije i CP-simetrije.
- Interakcije van termičke ravnoteže.